# Композитна броня

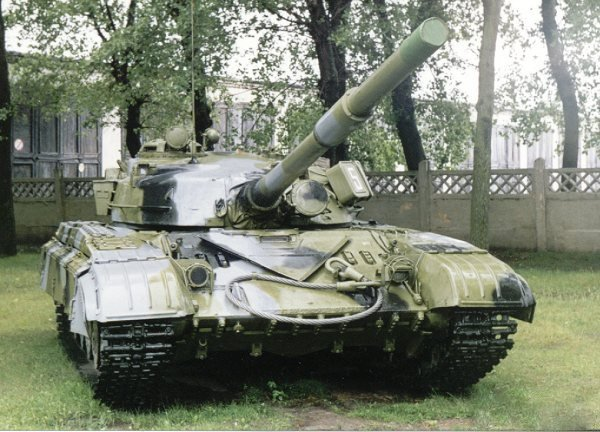
Т-64 — перший у світі серійний танк з комбінованою бронею

Композитна броня (також комбінована або багатошарова) — тип броні військової техніки, яка складається з двох і більше шарів металевих чи неметалевих матеріалів, що мають різні механічні, теплофізичні та інші якості, з'єднаних між собою таким чином, щоб снаряд послідовно долав кожен з них. Це дозволяє отримати вищу протиснарядну та протикумулятивну стійкість порівняно з гомогенною бронею за рівної ваги. Всі сучасні основні бойові танки мають композитне бронювання. Окрім танків, така броня застосовується для захисту БМП, інших легких бронемашин, та в авіації.
Першим у світі серійним танком, на якому було застосовано композитну броню, був радянський Т-64, виготовлюваний з 1963 року. На всіх наступних основних бойових танках колишнього СРСР було застосовано таке бронювання, тоді як на серійних танках інших країн композитна броня з'явилася у 1979—1980 роках на танках «Леопард 2» та «Абрамс» і з того часу стала стандартом для світового танкобудування.

## Принцип дії
Ефективність комбінованої броні проти кумулятивних боєприпасів випливає передусім з фізичних властивостей струменя. 
На прикладі склотекстоліту, що забезпечував бронювання радянських основних бойових танків.

## Історія
У роки Другої світової війни почали з'являтись імпровізовані засоби захисту від кумулятивних боєприпасів, наприклад, за допомогою мішків із піском. У 1950-ті роки стало зрозуміло, що підвищення рівня бронювання танків неможливе лише шляхом покращення сталевих сплавів.

### СРСР
Дослідник бронетехніки Андрій Тарасенко умовно поділяє радянський комбінований захист на два покоління. До броні першого покоління він відносить таку на танках Т-64, Т-64А, Т-64Б, Т-72А, Т-80Б та інших. Бронею другого покоління оснащені Т-72Б, Т-80У та Т-80УД.
З 1957 року ВНДІ-100 проводив дослідження стійкості радянських танків проти кумулятивних боєприпасів і виявив недостатність їхнього бронювання. Так, для надійного захисту від 85-мм кумулятивного снаряда масу Т-10 слід було би збільшити на 8,3 тонни, а Т-55 — на 7,7 тонни. Такі показники були неприйнятними, й тому фахівці ВНДІ-100 розпочали досліди з легкими сплавами, як алюміній і титан, а також неметалами, як склотекстоліт. 1959 виявили, що за однакових протикумулятивних якостей броня за схемою «титан + алюміній + титан» мала на 40% меншу масу; схема «сталь + алюміній + сталь» давала 33% виграшу в масі перед сталевою бронею.
Для проєкту «Об'єкт 432» (прототип Т-64, 1960 рік) проводили випробування різноманітних наповнювачів: бетон, скло, діабаз, порцеляна, ультрапорцеляна, ураліт, склопластик. Найкращі результати показали ультрапорцеляна та склотекстоліт АГ-4С. У технічному проєкті, створеному 1961 року, розглядали два варіанти наповнювача для башти: шар алюмінію або ультрапорцелянові вставки. Обидва варіанти забезпечували приблизно на тонну меншу масу в порівнянні зі цільною сталевою баштою з ідентичним захистом. Початково танк було запущено в серію з алюмінієвим варіантом наповнення, але після 1970 року повернулись до початкового варіанту з ультрапорцеляною. Т-64 став першим у світі серійним танком з комбінованим бронезахистом.
Верхня лобова деталь (ВЛД) корпусу Т-64 також була композитною. Оригінальний «Об'єкт 432» мав зовнішній сталевий шар завтовшки 80 мм та 140-мм шар склопластику, а на Т-64А (1968 рік) та Т-80 (1976 рік) була така схема: 80 мм сталь + 105 мм склопластик + 20 мм сталь. Ця тришарова схема «сталь + склопластик + сталь» стала стандартною для ВЛД наступних радянських танків. Для Т-72 (1974 рік) ввели ефективнішу схему «60 мм сталь + 105 мм склопластик + 50 мм сталь», цю ж схему запозичили й для Т-80Б (1979 рік). У 1980-х у рамках ДКР «Відбиття» (рос. ОКР «Отражение») для Т-64БВ і Т-80БВ почали застосовувати п'ятишарову схему: 60 мм сталь + 35 мм склотекстоліт + 30 мм сталь + 35 мм склотекстоліт + 40 мм сталі; її ж було використано й на Т-80У/УД. У бронюванні танків застосовувався твердий склотекстоліт густиною 1,8-2 г/см³, виготовлений зі склотканини зі сполучним компонентом полівінілбутиралом або БФ-2
Радянські серійні танки 1970-х мали майже ідентичні ВЛД, але різні конструкції броні башти. На перших Т-72 «Урал» були башти, перероблені з башт Т-64, але їх замінили на цільні сталеві башти товщиною 400—410 мм, що надавали на 10-15% гірший захист проти підкаліберних снарядів і на 15-20% проти кумулятивних, у порівнянні з Т-64А. В башті Т-72А використано неметалевий наповнювач (так звані «піщані стрижні»). Т-80 початково отримав башту від Т-64, однак із 1977 уже стояли башти з «піщаними стрижнями», аналогічні таким на Т-72А. Також комбінований захист у форматі додаткової бронеплити з полімерним прошарком (які отримали назву «брови Брежнєва») встановлювали на Т-55АМ та Т-62М.
Друге покоління з'явилось у 1970-ті роки та мало два основні напрямки. Інститут гідродинаміки ім. Лаврентьєва пропонував броню з комірчастим наповнювачем (рос. броня с ячеистым наполнителем), а НДІ сталі — з відбивальними пластинами (рос. броня с отражающими пластинами). Перший тип знайшов своє застосування на баштах і корпусах Т-72Б (1985 рік), а другий, дорожчий та дещо ефективніший, на баштах «Об'єкта 476», Т-80У та Т-80УД (1985 рік). Броню цього покоління називають напівактивною бронею або невибуховим динамічним захистом, оскільки вона використовує енергію засобу ураження проти нього самого. Броня з відбивальними пластинами подібна до британської «Чобгем», вона використовує паралельні пластини, що складаються зі сталі та гуми. Броня з комірчастим наповнювачем складається з невеликих замкнених металевих комірок з полімерним наповнювачем, при пробитті яких кумулятивний струмінь утворює хвилі, що поширюються нею, відбиваються від стінок і впливають на сам струмінь.
На радянських танках 1980-х комбінована броня була посилена також вибуховим динамічним захистом «Контакт-1» або «Контакт-5».